# Prats i Sansor
Prats i Sansor és un municipi a la comarca de la Baixa Cerdanya, amb capital a Prats de Cerdanya. Localment es pronuncia [pə'ɾats] i [sun'so].

## Observació astrònomica
Durant els anys 70 del segle xx, el municipi va ser lloc d'anomenada mundial a causa de l'observació astrofísica que es va fer a partir de les més de vint cúpules que s'hi van instal·lar. La nitidesa del cel de Cerdanya a la nit era de característiques comparables a les del desert d'Arizona, als EUA. Astrofísics de tot el món es donaven cita durant els mesos estiuencs prop d'una masia de Sansor per a portar a terme les seves observacions a través de potents telescopis muntats per ells mateixos. La progressiva contaminació lumínica arran de l'obertura del Túnel del Cadí que va propiciar l'edificació de segones residències, a poc a poc, van anar contribuint a la contaminació lumínica. Els astrofísics, arran de la dràstica baixada de qualitat de les condicions celestes nocturnes, van haver d'anar a la cerca de nous indrets, la qual cosa els va allunyar de la Cerdanya.

## Geografia
- Llista de topònims de Prats i Sansor (orografia: muntanyes, serres, collades, indrets...; hidrografia: rius, fonts...; edificis: cases, masies, esglésies, etc.).

| 1497 f | 1515 f | 1553 f | 1717 | 1787 | 1857 | 1877 | 1887 | 1900 | 1910 |
| ------ | ------ | ------ | ---- | ---- | ---- | ---- | ---- | ---- | ---- |
| 12     | 13     | 16     | 90   | 191  | 268  | 227  | 241  | 220  | 223  |

| 1920 | 1930 | 1940 | 1950 | 1960 | 1970 | 1981 | 1990 | 1992 | 1994 |
| ---- | ---- | ---- | ---- | ---- | ---- | ---- | ---- | ---- | ---- |
| 210  | 159  | 147  | 166  | 134  | 117  | 120  | 117  | 133  | 133  |

| 1996 | 1998 | 2000 | 2002 | 2004 | 2006 | 2008 | 2010 | 2012 | 2014 |
| ---- | ---- | ---- | ---- | ---- | ---- | ---- | ---- | ---- | ---- |
| 180  | 187  | 212  | 225  | 217  | 226  | -    | 245  | 296  | 248  |

| 2016 | 2018 | 2020 | 2022 | 2024 | 2026 | 2028 | 2030 | 2032 | 2034 |
| ---- | ---- | ---- | ---- | ---- | ---- | ---- | ---- | ---- | ---- |
| 238  | 231  | 222  | 260  | 249  | -    | -    | -    | -    | -    |

| Entitat de població | Habitants (2024) |
| Prats de Cerdanya   | 127              |
| el Pla              | 112              |
| Capdevila           | 15               |
| Sansor              | 0                |
| Font: Idescat       |                  |

## Llocs d'interès
- Església de Sant Serni. Romànica amb un campanar de doble espadanya
- Ermita de Sant Salvador de Predanies. Romànica.